# Aglais amploides
Aglais amploides är en fjärilsart som beskrevs av Reuss 1911. Aglais amploides ingår i släktet Aglais och familjen praktfjärilar. Inga underarter finns listade i Catalogue of Life.